# عبد الواسع الواسعي

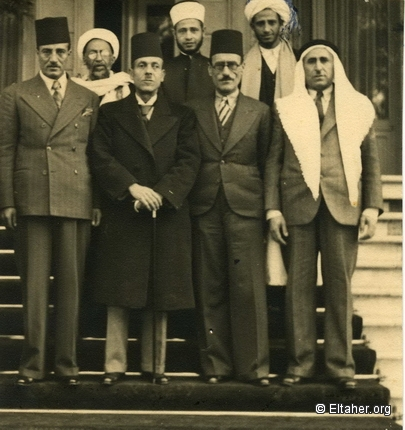
الشيخ عبد الواسع اليماني يسار الواقفين في الصف الخلفي

عبد الواسع بن يحيى بن حسين الواسعي اليماني (مايو 1878 - يناير 1960) (جمادى الأولى 1295 - رجب 1379) عالم مسلم وفقيه زيدي ومؤرخ إسلامي يمني. ولد بصنعاء ونشأ بها. تلقى علومه فيها ثم رحل إلى مكة وأخذ عن علمائها. قام برحلات كثيرة، فزار أكثر أقطار العالم الإسلامي كالهند والعراق ومصر والشام وغيرها. كان في دمشق عندما نشبت الحرب العامة الأولى ومعركة دمشق، فأقام بها خمس سنين. ثم عاد إلى وطنه وتصدر للتدريس في جامع صنعاء، وفي المدرسة العلمية. ساهم في نشر الكثير من الكتب اليمنية والتعريف باليمن وتراثه، وله مؤلفات كثيرة أشهرهم «تأريخ اليمن المسمى فرجة الهموم والحزن في حوادث و تاريخ اليمن». اهتم بالحديث وعلم التقويم والتاريخ الإسلامي لليمن. توفي في مسقط رأسه عن عمر 82 عامًا.

## سيرته
هو عبد الواسع بن يحيي حسين بن عبد الله بن ناصر بن جابر الواسعي الصنعاني. ولد بمدينة صنعاء مرکز لواء صنعاء وعاصمة ولاية اليمن العثمانية في جمادى الأولى 1295/ مايو 1878 ونشأ بها. أخذ في الفقه والصرف والنحو والحديث على مشائخها وهم كثيرون، منهم: محمد بن علي زايد، وأحمد بن محمد السيّاغي، وعبد الرزاق بن محسن الرقيحي، ومحمد بن محمد جغمان، ومحمد بن عبد الملك الآنسي، وأحمد بن علي الطيب، وأحمد بن علي الشرفي، وإسماعيل الريمي، ومحمد بن أحمد حميد، ومحمد بن يحيى الأكوع، وفي علم الأوقات علي بن حسين المغربي، والحسين بن علي العمري واستجاز منهما.

رحل إلى مكة حاجًا سنة 1329 هـ وأخذ عن علمائها، منهم: أحمد خطيب بن عبد الملك الشافعي وأجازه إجازة عامة، ومحمد بن سليمان بن حبيب الله الملكي، وعبد الحميد بن محمد بن علي قدس، والحسين بن محمد بن حسين الحبشي العلوي. ثم ذهب إلى الشام سنة 1330 هـ وبمدينة حلب أخذ عن أحمد الزرقاني وفي دمشق عن بدر الدين. وله مشايح آخرون ذكرهم مع تفصيل مقروءاته عليهم وسني وفاتهم «الدر الجامع الفريد».

قام بجولات في البلدان الإسلامية وتردد كثيرًا إلى مصر والحجاز. وعندما كان في دمشق نشبت الحرب العامة الأولى، فأقام بها خمس سنين. عاد إلى وطنه وتصدر للتدريس في جامع صنعاء، وفي المدرسة العلمية أو كلية دار العلوم ثم ولى أمرها. له خطب مشهورة، وكان يملك مكتبة كبيرة من المخطوطات والمطبوعات التي استقدمها معه أثناء رحلاته.

أخذ عنه كثير، من أهل صنعاء وذمار منهم: الصفي الجرافي، وحسين بن يحيى الواسعي، وولده أحمد، وعبد الله بن أحمد الوزير، وناصر بن حسين الدرة، وأحمد بن محمد زبارة، وأحمد بن علي الكحلاني، ومحمد بن عبد الله العمري، وغيرهم. وروى عنه بالإجازة جملة، منهم: محمد زاهد الكوثري، وأحمد بن الصديق الغماري، وأحمد عبد الله، وعبد الله بن محمد غازي المكي.

توفي في شهر رجب 1379 هـ بصنعاء بالمملكة المتوكلية اليمنية عن عمر أربع وثمانين سنة هجريًا.

## اهتماماته
اهتم بالتاريخ اليمن الإسلامي، وقام بتحقيق بعض نصوص دينية، منها: مجموع للإمام زيد بن علي، وصحيفة علي بن موسى الرضا. و«شرح الأزهار» وكذلك المختصر للإمام المهدي أحمد بن يحيى، و«شمس الأخبار» في الحديث، و«كنز الرشاد» في الزهد.

## حياته الشخصية
ابنه هو الفقيه القاضي أحمد ولد في 1326 /1908 وتوفي سنة 1405هـ/ 1985م. وله أحفاد.

## مؤلفاته

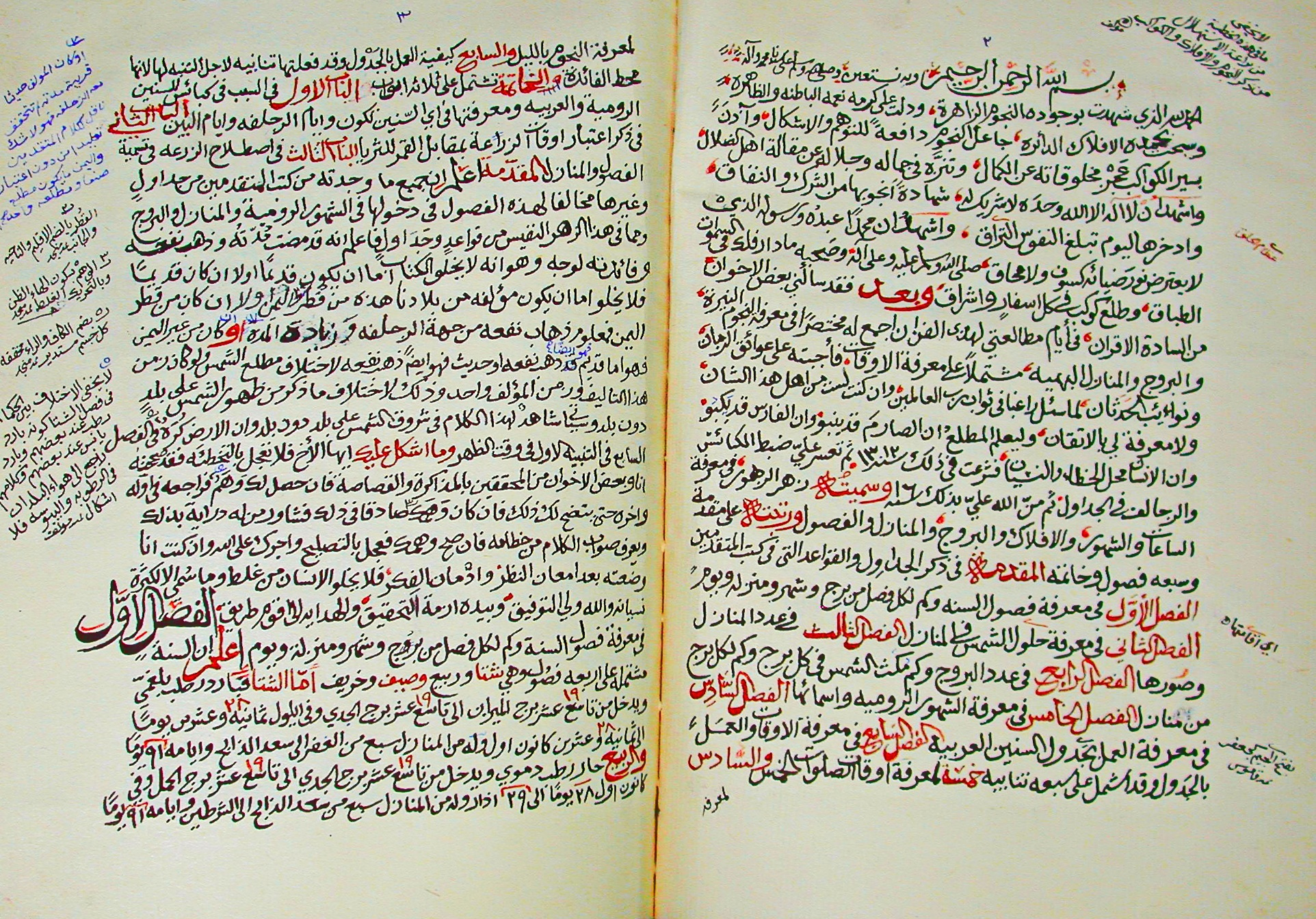
أول صفحتين من مخطوطة «زُهَر الزُّهور في معرفة الساعات والشُّهور» لعبد الواسع الواسعي انتهى من تأليفه في 23 ذو الحجة 1316/ 3 مايو 1899، وهذه مخطوطة بخط محمد بن يحيى بن علي، تمت في 5 رمضان 1378/ 14 مارس 1959.

- «الألفاظ الصحيحة في أدلة وقت المغرب والفجر الصحيحة».
- «البدر المزيل للحزن في فضائل اليمن ومحاسن صنعاء ذات المنن»، 1927.
- «الترغيب والترهيب».
- «الدر الفريد الجامع لمتفرقات الأسانيد».
- «الدراري المضيئات في المعربات والمبنيات».
- «السيف القاطع في الزجر عن شرب الدخان الشائع».
- «القصيدة اللامعة في معرفة النجوم الساطعة».
- «القول الأرشد في الحمد والبسلمة والقول الأسد» أو «كتاب القول الارشد في البسملة والحمد واما بعد».
- «المختصر في ترغيب وترهيب حديث سيد البشر».
- «النور اللامع في اتباع حق الساطع».
- «إيقاظ ذوي الألباب في ذم التبرج ووجوب الحجاب»، 1948.
- «ترويح الارواح في التنويم واحضار الارواح»، 1938.
- «تهذيب العقول في علم الأصول».
- «جداول الأوقات في ذكر الأقدام والساعات»، في أربعين صفحة.
- «حواشي على أمالي المؤيد بالله».
- «حواشي على مجموع الإمام زيد».
- «حواشي على مسند الإمام رضا».
- «زهر الزهور في معرفة الساعات والشهور» أو «زهر الزهور في معرفة الساعات والشهور والأفلاك والبروج والمنازل والفصول».
- «شرح الأربعين مسألة».
- «كنز الثقات في معرفة الأوقات أو كنز النجاة في علم الاوقات».
- «لطف الإيناس في النصيحة وكيفية المعاملة مع الناس».
- «نفع الطلاب في علم الحساب».

## وصلات خارجية
- في موقع الأرشيف المجلات